# Steve Massiah
Steve J Massiah (sinh ngày 21 tháng 6 năm 1979) là 1 vận động viên cricket người Guyana sinh ở Mỹ. Anh là 1 right-handed batsman và off spin bowler, anh chơi cho đội tuyển quốc gia Mỹ từ năm 2000 và hiện là đội trưởng của đội tuyển quốc gia. Anh chơi One Day Internationals (ODIs) cho đội mình ở giải 2004 ICC Champions Trophy.

## Tiểu sử
Sinh tại Georgetown năm 1979, Steve Massiah chơi cho đội U-19 Guyana 12 trận trong khoảng thời gian từ 1996 đến 1998 trước khi chơi cho đội tuyển Mỹ ở giải Minor Counties trong tour đấu của đội Anh năm 2000. Anh chơi trận List A đầu tiên cùng năm ở giải Red Stripe Bowl đối đầu với Jamaica, Canada, Barbados và Trinidad & Tobago.
Anh không chơi cho đội tuyển quốc gia mãi tới năm 2004 khi anh chơi giải ICC 6 Nations Challenge ở Các tiểu vương quốc Ả Rập thống nhất. Anh chơi trận first-class đầu tiên ở giải ICC Intercontinental Cup với đội Canada và Bermuda. Anh chơi tất cả hai trận ở giải Americas Championship tại Bermuda. Anh thi đấu 2 trận ODI ởi giải ICC Champions Trophy đối đầu với New Zealand và Australia.
Anh thi đấu giải 2005 ICC Trophy ở Ireland. Sau những trận đấu khởi động với Northern Cricket Union President's XI và Namibia anh chơi 6 trận ở giải này. He ghi được 108 not out với đội Uganda, thành tích cao nhất của anh ở List A. Anh lần đầu tiên làm đội trưởng ở giải ICC Americas Championship tournament ở Ontario.
Anh là người thi đấu nhiều nhất ở giải Division Five của World Cricket League tại Jersey năm 2008 khi làm đội trưởng.